# 黄玮
黄玮（1952年8月—），河南社旗人，女，汉族，中华人民共和国政治人物。1968年10月参加工作，1985年4月加入中国共产党。西北大学经济系计划干部专修科毕业，中共中央党校研究生学历。

## 生平
黄玮早年在陕西宁陕县铁炉公社插队锻炼，曾是县宣传队、文工团的队员。1980年10月，调县计委工作；其间，1984年9月至1986年7月在西北大学经济系计划干部专修科学习；后出任县计委副主任，安康地区经协委副主任，地区计划统计局副局长等职；1995年2月，任中共汉阴县委副书记；同年8月，升任县委书记；1997年11月，升任陕西省安康地委副书记。
2000年，中华人民共和国国务院批准安康地区撤地设市；黄玮出任市委副书记；2002年2月，任安康市市长；2003年12月，任市委书记；2006年1月起，兼任安康市人大常委会主任。2008年1月，当选陕西省第十一届人大常委会副主任、党组成员；当年7月，出任陕西省总工会主席。2008年10月17日，中国工会十五大在北京开幕，大会选举他出任主席团委员。
2013年1月，当选陕西省第十二届人大常委会秘书长，并兼任省人大常委会中共党组副书记；2014年1月，被增选为省人大副主任，不再任秘书长职务。2016年1月，辞去陕西省人大常委会副主任职务。